# Louli
Louli, Lulî ou Eloulaios fut roi de Sidon (?) et de Tyr vers 700 av. J.-C., peut-être de 728 à 695 av. J.-C. 

## Règne
L'historien Flavius Josèphe indique que ce roi qu'il nomme « Eloulaios » règne pendant 36 ans et lui attribue la repression d'une cité de Chypre qui semble être Kition. Dans ce contexte il est le souverain de Tyr qui doit faire face à l'hypothétique expédition de Salmanazar V en Phénicie.
Les annales assyriennes précisent qu'il est encore roi de Tyr vers 700 ou 701 lors de la 3e campagne de Sennachérib. Selon la traduction la plus courante de ce texte il s'enfuit de Tyr à « Ladnana » c'est-à-dire Chypre où il « meurt » peu après. Cette information est incompatible avec la durée de son règne qui laisse entendre qu'il aurait été déjà roi en 734 à l'époque ou Hiram II était encore bien attesté.
Il n'est toutefois pas impossible qu'il faille comprendre dans les annales qu'il « disparaît » vers 700, se réfugie à Chypre et continue encore à régner ensuite quelques années. De plus, le document assyrien indique qu'il était également « roi de Sidon » mais que c'est de Tyr qu'il se réfugie à Chypre. Son prédécesseur Hiram II avait lui aussi été qualifié de « roi des Sidoniens » en 743. Sennachérib remplace Lulî à Sidon par un certain Ithobaal mais il est possible qu'il n'ait pas réussi à conquérir Tyr et que Lulî ait repris possession de la ville jusqu'à sa mort, pendant que les rois Urumilk Ier de Byblos et Abdiliti d'Arwad étaient contraints à payer tribut.

## Sources bibliographiques
- Véronique Krings, La Civilisation phénicienne et punique : manuel de recherche, Brill, 1995.  (ISBN 9004100687)
- Sabatino Moscati, Les Phéniciens, Paris, Arthème Fayard, coll. « Marabout Université », 1971, 278 p. (ISBN 2501003543)
- Josette Elayi, Histoire de la Phénicie, Paris, Perrin, 2013, 341 p. (ISBN 978-2-262-03662-1), p. 173-177